# Catarina Kruusval
Catarina Kruusval, folkbokförd Maria Catharina Kruusval, ogift Hjelmström, född 24 februari 1951 i Enslövs församling, Hallands län, är en svensk författare och illustratör.
Hon är sedan 1973 gift med Urmas Kruusval (född 1951) och deras son är programledaren Henrik Kruusval.

## Priser och utmärkelser
- 1996 - Wettergrens barnbokollon
- 1996 - Rabén & Sjögrens tecknarstipendium
- 2000 - Ottilia Adelborg-priset